# دختر فراری (فیلم)
دختر فراری فیلمی به کارگردانی تورکر اینان اوغلو و نویسندگی تورکر اینان اوغلو، اسماعیل کوشان محصول سال ۱۳۵۰ محصول میترا فیلم بوده‌است.

## خلاصه داستان
تبهکاری به نام هوشنگ به دختری به نام ژاله علاقه دارد؛ اما ژاله به درخواست ازدواج او جواب رد می‌دهد…

## بازیگران
- همایون
- فیلیز آکین
- جهانگیر غفاری
- کارتال تیبت
- علی خلوصی
- حسین برادران